# Junior Godoi
Júnior, właśc. Luiz Antônio de Godoy Alves Júnior (ur. 20 września 1978 w São Paulo) – brazylijski piłkarz, który w latach 2006–2007 występował w Legii Warszawa.

## Kariera piłkarska

### Kariera klubowa
Wychowanek klubu São Paulo FC, w którym rozpoczął karierę piłkarską. Potem występował w klubie União Barbarense. W 2003 wyjechał do Europy, gdzie został piłkarzem ukraińskiej Tawriji Symferopol, w której zaliczył 70 występów, strzelając 11 bramek. Júnior jest nominalnym pomocnikiem, lecz może występować również w ataku. Do Legii trafił z Tawriji, jednak nigdy nie zdołał wywalczyć miejsca w podstawowym składzie warszawskiej drużyny, najczęściej oglądając mecze z ławki rezerwowych, bądź trybun. W rozgrywkach Orange Ekstraklasy Júnior pojawiał się na boisku 13 razy, strzelił jednego gola, oraz został ukarany czerwoną kartką w meczu z Widzewem Łódź. 15 września 2007 roku, Legia Warszawa rozwiązała za porozumieniem stron kontrakt z Júniorem. Júnior powraca do Ukrainy, gdzie podpisuje kontrakt z klubem Zoria Ługańsk. Latem 2009 klub nie przedłużył z nim kontrakt i Junior powrócił do Brazylii. Jednak już 21 września 2010 podpisał kontrakt z ukraińskim Metałurhiem Zaporoże. Podczas przerwy zimowej sezonu 2013/14 opuścił zaporoski klub.